# Metanapis
Metanapis is een geslacht van spinnen uit de  familie van de Anapidae (Dwergkogelspinnen).

## Soorten
- Metanapis bimaculata (Simon, 1895)
- Metanapis mahnerti Brignoli, 1981
- Metanapis montisemodi (Brignoli, 1978)
- Metanapis plutella (Forster, 1974)
- Metanapis tectimundi (Brignoli, 1978)